# 日野市立新選組のふるさと歴史館
日野市立新選組のふるさと歴史館（ひのしりつ しんせんぐみのふるさとれきしかん）は、東京都日野市にある公立の博物館である。

## 概要
2005年（平成17年）開館。日野市と関わりの深い新選組、甲州街道日野宿などに関する展示・調査・研究を行っている。
常設展示「新選組・新徴組と日野」では、主に文献史料をもとに新選組の誕生から終焉までの歴史を紹介するほか、定期的に特別展や企画展を開催している。また、分館として、日野宿本陣および日野宿交流館を設置している。

## 情報
- 開館時間 - 9:30~17:00（入館は16:30まで）
- 休館日 - 月曜日（祝日の場合は翌平日）、年末年始（12月29日から1月3日）
- 入館料 - 大人200円、小・中学生50円
- 交通アクセス 
  - JR中央線日野駅より徒歩15分
  - JR日野駅、京王線高幡不動駅より京王バス「02」系統 日野市役所入口下車徒歩約5分